# Duc de Rovigo

Armes de Anne Jean Marie René Savary, 1er duc de Rovigo.

Le titre de duc de Rovigo et de l'Empire a été créé par Napoléon Ier le 7 février 1808 au profit du général Anne Jean Marie René Savary (1774-1833).

## Histoire
Le titre renvoie à la ville de Rovigo, en Italie.
Le duc de Rovigo fut élevé à la pairie pendant les Cent-Jours.
Le titre de duc de Rovigo est éteint en 1872 avec la mort du second duc.

## Liste chronologique des ducs de Rovigo
1. 1808-1833 : Anne Jean Marie René Savary (1774-1833), 1er duc de Rovigo.
2. 1833-1872 : Marie René Napoléon Savary (1813-1872), 2e duc de Rovigo, fils du précédent. Militaire, puis journaliste littéraire et politique, notamment au Figaro. Il hérite en 1833, à la mort de son père du titre de duc de Rovigo. Qualifié de "légitimiste ardent" par son journal, jetant "son titre de duc aux orties"[1].